# رأس غالب

گرافی با یک رأس جهانی: u

در نظریه گراف، یک رأس غالب، رأسی از یک گراف بدون جهت است که مجاور همهٔ رئوس دیگر گراف باشد. این رأس رأس جهانی نیز نامیده می‌شود. این رأس، رأس غالب نامیده می‌شود زیرا یک مجموعه غالب تک‌عنصری در گراف تشکیل می‌دهد. گرافی که شامل یک رأس غالب است را می‌توان مخروط نامید و رأس غالب آن را می‌توان رأس مخروط نامید.